# Macroptilium bracteatum
Macroptilium bracteatum là một loài thực vật có hoa trong họ Đậu. Loài này được (Nees & C.Mart.) Marechal & Bau miêu tả khoa học đầu tiên.